# Pterocypsela mansuensis
Pterocypsela mansuensis là một loài thực vật có hoa trong họ Cúc. Loài này được (Hayata) C.I Peng miêu tả khoa học đầu tiên năm 1998.